# Bản đồ tứ giác

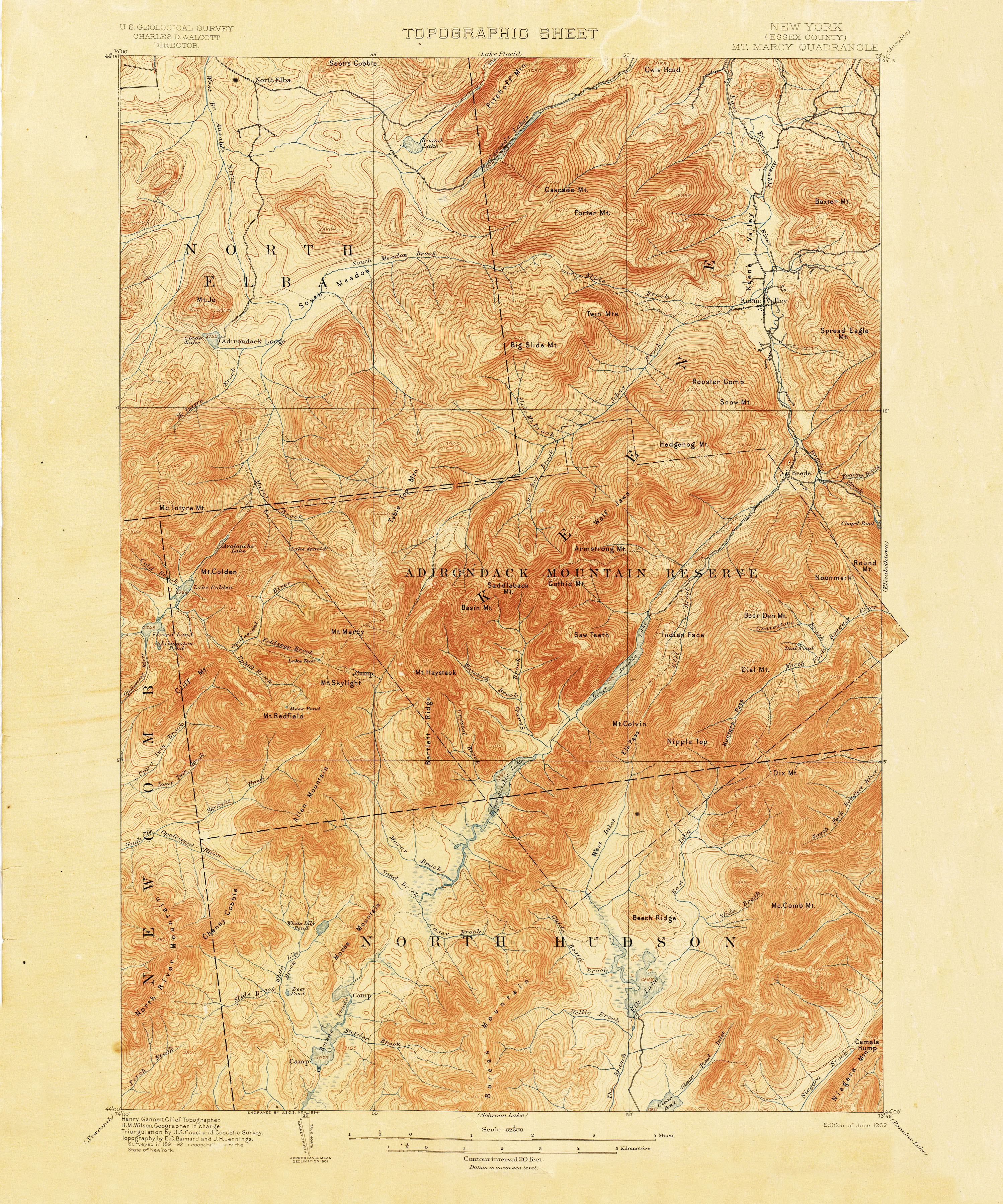
Núi Marcy quận Essex, New York: một bản đồ tứ giác của Cục Khảo sát Địa chất Hoa Kỳ năm 1892 (hoặc bản đồ địa hình) của núi Marcy, khu vực của Adirondacks, bang New York từ thập niên đầu tiên của Cục Khảo sát Địa chất Hoa Kỳ.

"Bản đồ tứ giác" là một bản đồ tỉ lệ 7.5 (7,5 phút) của Cục Khảo sát Địa chất Hoa Kỳ (USGS), được dùng để chỉ tính chất của địa lý tự nhiên. Bản đồ này là bản một phần tư của bản đồ 15 phút cũ. Trên bản đồ tứ giác, giới hạn phía bắc và nam không phải là đường thẳng, nhưng thực chất là đường cong trùng với vĩ độ của Trái Đất trong tiêu chuẩn. Giới hạn phía đông và tây không song song khi chúng trùng với kinh độ của Trái Đất. Ở Hoa Kỳ, bản đồ tứ giác 7.5 phút bao phủ một khu vực có diện tích từ 49 đến 70 dặm vuông Anh (130 đến 180 km2).
Bề mặt của các hành tinh khác cũng được cắt thành các bản đồ tứ giác bởi USGS. Bản đồ tứ giác trên Sao Hỏa chỉ tính chất địa lý tự nhiên của Sao Hỏa.
Những bản đồ tứ giác mà nằm ở cực của một hành tinh thỉnh thoảng được gọi là "diện tích", vì chúng là hình tròn thay vì là tứ giác.